# Asistencia jurídica gratuita
La asistencia jurídica gratuita, asesoría jurídica gratuita o justicia gratuita, se refiere al servicio prestado por el Estado o por las organizaciones no gubernamentales que a ello se dedican, a los ciudadanos con el objetivo de satisfacer el derecho a tutela judicial y a un proceso con las máximas garantías de igualdad e independencia y respetando el derecho a la defensa de todo acusado. De esta manera se cubren las necesidades del ciudadano sin recursos económicos, bajo tutela policial o penitenciaria o en un proceso penal de recibir una tutela judicial efectiva. Así pues, se establece el turno de oficio o se declaran excepciones al pago de tasas, por ejemplo. Sin embargo existe gran diferencia en el alcance de estos servicios dependiendo del país e incluso la región.

## Internacional
La asistencia jurídica gratuita es un sistema necesario para respetar el derecho a la defensa de los ciudadanos. A nivel internacional, el derecho a la defensa se recoge en los siguientes textos, que vinculan a los Estados que los hayan suscrito, salvo la Declaración Universal de Derechos Humanos que vincula a todos como un «Derecho Superior»:
- Declaración Universal de los Derechos Humanos, formulada por la Asamblea General de las Naciones Unidas el 10 de diciembre de 1948.[1]
- Convención Europea de Derechos Humanos firmada en Roma el 4 de noviembre de 1950.[2]
- Pacto Internacional de Derechos Civiles y Políticos hecho en Nueva York del 16 de diciembre de 1966.[3]
- Carta de los Derechos Fundamentales de la Unión Europea, redactada en Niza el 7 de diciembre de 2000.[4]

En concreto refiriéndonos a los derechos del menor de edad:
- Convención sobre los Derechos del Niño, aprobada por la Asamblea General de Naciones Unidas el 20 de noviembre de 1989.[5] Artículo que dice así:

Artículo 40. »2. Con ese fin, y habida cuenta de las disposiciones pertinentes de los instrumentos internacionales, los Estados partes garantizarán, en particular:

a.   (...)

b.   Que todo niño del que se alegue que ha infringido las leyes penales o a quien se acuse de haber infringido esas leyes se le garantice, por lo menos, lo siguiente:

I.   (...)

II.   Que será informado sin demora y directamente o, cuando sea procedente, por intermedio de sus padres o sus representantes legales, de los cargos que pesan contra el y que dispondrá de asistencia jurídica u otra asistencia apropiada en la preparación y presentación de su defensa;

III.   Que la causa será dirimida sin demora por una autoridad u órgano judicial competente, independiente e imparcial en una audiencia equitativa conforme a la Ley, en presencia de un asesor jurídico u otro tipo de asesor adecuado y, a menos que se considerare que ello fuere contrario al interés superior del niño, teniendo en cuenta en particular su edad o situación y a sus padres o representantes legales;

## Chile
En la Constitución chilena de 1980 se dice que:

La ley arbitrará los medios para otorgar asesoramiento y defensa jurídica a quienes no puedan procurárselos por sí mismos

De esta manera se establece el acceso a las Corporaciones de Asistencia Judicial y al Abogado de turno. En materia penal, existe la Defensoría Penal Pública.

## España
La Constitución española de 1978 establece, al objeto de asegurar a todas las personas el acceso a la tutela judicial efectiva que:

La justicia será  gratuita cuando así lo disponga la Ley, y en todo caso, respecto de quienes acrediten insuficiencia de recursos para litigar.

Así se motiva la existencia del Turno de oficio y del Servicio de Orientación Jurídica, así como la excepción al pago de determinadas tasas. La resolución que concede o deniega la justicia gratuita a un justiciable proviene normalmente de la Comisión de Justicia Gratuita que opera en el territorio donde se solicita.

### Ordenamiento y Administración
Desde el punto de vista legislativo, se diseña de esta forma un marco constitucional regulador del derecho a la tutela judicial que incluye la prestación de servicios encaminados a la provisión de los medios necesarios para hacer que este derecho sea real y efectivo; incluso cuando quien desea ejercerlo carezca de recursos económicos. El ordenamiento legislativo de dichos servicios se enmarca siempre bajo la Ley de Asistencia Jurídica Gratuita; mas debido a la existencia de tranferencias de competencias a las comunidades autónomas la administración de justicia recae en diferentes órganos dependiendo de cada comunidad autónoma.
De forma general dichos servicios suelen ser prestados directamente por la Abogacía y la Procuraduría a través de los diferentes Colegios de abogados y Colegios de Procuradores, financiado con fondos igualmente públicos. Todos ellos se encuentran coordinados por el Consejo General de la Abogacía Española y el Consejo General de Procuradores de los Tribunales de España, que se presta como intermediario inicial entre el ciudadano y la administración que le corresponda.

### Beneficios
La Ley de Asistencia Jurídica Gratuita establece en su artículo 6:

El derecho a la asistencia jurídica gratuita comprende las siguientes prestaciones:
1. Asesoramiento y orientación gratuitos previos al proceso a quienes pretendan reclamar la tutela judicial de sus derechos e intereses, cuando tengan por objeto evitar el conflicto procesal, o analizar la viabilidad de la pretensión.
2. Asistencia de abogado al detenido o preso que no lo hubiera designado, para cualquier diligencia policial que no sea consecuencia de un procedimiento penal en curso o en su primera comparecencia ante un órgano jurisdiccional, o cuando ésta se lleve a cabo por medio de auxilio judicial y el detenido o preso no hubiere designado Letrado en el lugar donde se preste.
3. Defensa y representación gratuitas por abogado y procurador en el procedimiento judicial, cuando la intervención de estos profesionales sea legalmente preceptiva o, cuando no siéndolo, sea expresamente requerida por el Juzgado o Tribunal mediante auto motivado para garantizar la igualdad de las partes en el proceso.
4. Inserción gratuita de anuncios o edictos, en el curso del proceso, que preceptivamente deban publicarse en periódicos oficiales.
5. Exención del pago de depósitos necesarios para la interposición de recursos.
6. Asistencia pericial gratuita en el proceso a cargo del personal técnico adscrito a los órganos jurisdiccionales, o, en su defecto, a cargo de funcionarios, organismos o servicios técnicos dependientes de las Administraciones públicas. Excepcionalmente y cuando por inexistencia de técnicos en la materia de que se trate, no fuere posible la asistencia pericial de peritos dependientes de los órganos jurisdiccionales o de las Administraciones públicas, ésta se llevará a cabo, si el Juez o el Tribunal lo estima pertinente, en resolución motivada, a cargo de peritos designados de acuerdo a lo que se establece en las leyes procesales, entre los técnicos privados que correspondan.
7. Obtención gratuita de copias, testimonios, instrumentos y actas notariales, en los términos previstos en el artículo 130 del Reglamento Notarial.
8. Reducción del 80 % de los derechos arancelarios que correspondan por el otorgamiento de escrituras públicas y por la obtención de copias y testimonios notariales no contemplados en el número anterior, cuando tengan relación directa con el proceso y sean requeridos por el órgano judicial en el curso del mismo, o sirvan para la fundamentación de la pretensión del beneficiario de la justicia gratuita.
9. Reducción del 80 % de los derechos arancelarios que correspondan por la obtención de notas, certificaciones, anotaciones, asientos e inscripciones en los Registros de la Propiedad y Mercantil, cuando tengan relación directa con el proceso y sean requeridos por el órgano judicial en el curso del mismo, o sirvan para la fundamentación de la pretensión del beneficiario de la justicia gratuita.
10. Los derechos arancelarios a que se refieren los apartados 8 y 9 de este artículo no se percibirán cuando el interesado acredite ingresos por debajo del salario mínimo interprofesional.

Como el turno de oficio está pagado mediante subvenciones deberán ser declarados en los impuestos correspondientes en la Declaración de la Renta como un ingreso.

### Alcance
Es otra vez la Ley de Asistencia Jurídica Gratuita la que designa quiénes gozan directamente del derecho a la asistencia jurídica gratuita, y cómo lo pueden obtener quienes acrediten insuficiencia de recursos para litigar. Así, en el Artículo 3 se recoge que los requisitos para el acceso a la Justicia Gratuita son:
- Personas físicas:
  - Que los recursos e ingresos económicos computados anualmente por todos los conceptos y por unidad familiar no superen el doble del IPREM vigente en el momento de efectuar la solicitud.
  - Que, aun superando el doble del IPREM, los recursos no excedan del cuádruplo del IPREM y la Comisión de Asistencia Jurídica Gratuita, atendiendo a las circunstancias de familia del solicitante, número de hijos o familiares a su cargo, estado de salud, minusvalía, obligaciones económicas, costes derivados de la iniciación del proceso u otras circunstancias y, en todo caso, cuando el solicitante ostente la condición de ascendiente de una familia numerosa de categoría especial, decida conceder excepcionalmente el derecho a la asistencia jurídica gratuita.
  - Que se litigue en defensa de derechos e intereses propios.
- Personas jurídicas:
  - Que se trate de Asociaciones declaradas de Utilidad Pública o de Fundaciones inscritas en el Registro Administrativo correspondiente.
  - Que su base imponible en el Impuesto sobre Sociedades sea inferior a la cantidad equivalente al triple del IPREM en cómputo anual.

### España
- Justicia gratuita Página del Consejo General de la Abogacía Española donde acudir a buscar información.
- Ministerio de Justicia Archivado el 6 de enero de 2013 en Wayback Machine. con información útil y actualizada.

- Datos: Q707748